# Суша (Орле)
Суша је насељено место у општини Орле, у Туропољу, Хрватска. До нове територијалне организације у Хрватској место је припадало бившој великој општини Велика Горица.

## Становништво
| Националност       | 1991.        |
| Хрвати             | 160 (95,80%) |
| Срби               | 2 (1,19%)    |
| Југословени        | 0            |
| остали и непознато | 5 (2,99%)    |
| Укупно             | 167          |